# Congonhal
Congonhal är en kommun i Brasilien.   Den ligger i delstaten Minas Gerais, i den sydöstra delen av landet, 700 km söder om huvudstaden Brasília. Antalet invånare är 10 480.
Omgivningarna runt Congonhal är huvudsakligen savann. Runt Congonhal är det tätbefolkat, med 266 invånare per kvadratkilometer.